# Cyllogenes woolletti
Cyllogenes woolletti är en fjärilsart som beskrevs av Riley 1923. Cyllogenes woolletti ingår i släktet Cyllogenes och familjen praktfjärilar. Inga underarter finns listade i Catalogue of Life.